# Ulrika Marseen
Ulrikka 'Ulrika' Eleonora Marseen (10. august 1912 i Brønderslev – 8. maj 2007)
var en dansk billedhugger og højskoleforstander.
Hendes forældre er købmand Harald Marseen (1885-1932) og Jenny Clausen (1890-1974).
1. november 1937 blev hun gift med kioskejer Carl Johan Jensen (1911-1987 i Sorø). Ægteskabet blev opløst i 1942. Børn: Hedda Marseen Ødum (1938-1990).
Som 14-årig kom hun ud at tjene på et husmandssted, senere var hun kammerjomfru på et gods i Sverige og derefter elev på et sommerpensionat i Løkken. I 1931-32 var hun husbestyrerinde i København og året efter kokkepige i London. Her stiftede hun for første gang bekendtskab med kunstens verden og blev dybt fascineret.
I 1942 begyndte hun at søge undervisning i tegning og modellering og i 1944 blev Ulrika Marseen elev hos billedhuggeren Henry Luckow-Nielsen og året efter hos Johannes Bjerg, professor på Kunstakademiet. Studierne ledte frem til hendes debut på Kunstnernes Efterårsudstilling i 1945, hvor hun udstillede flere gange siden.
Fra midten af 1940'erne tog hun på studierejse til Holland, Rom og Paris. Indtil omkring 1965 udstillede hun bl.a. i Kleis' Kunsthandel i 1946, hos Galerie Birch fra 1946 og på Salon des Surindépendants i Paris 1947-49. I 1948 kom hun med i kunstnergruppen Spiralen med bl.a. kunstmaleren Wilhelm Freddie. Gruppen blev opløst i 1958. I 1952 vandt Ulrika Marseen en konkurrence om udkast til et monument for “The Unknown Political Prisoner”, udskrevet af The Institute of Contemporary Arts i London. Værket blev siden udstillet på Nordjyllands Kunstmuseum og på Tate Gallery i London. Senere fulgte flere oplæg og enkelte udsmykninger. I 1953-54 var hun med på Charlottenborg Forårsudstilling, 1954-55 medlem af censurkomitéen for Kunstnernes Efterårsudstilling og 1953, 1958-60 og 1962 med i den oprørske Majudstilling.
I 1962 udførte hun en glasmosaik til Klaksvík Kirke på Færøerne, bestilt af Statens Kunstfond, og samme år startede hun en kunsthøjskole, først i Dronningmølle, men allerede året efter gjorde en økonomisk gave det muligt at købe Holbæk Slots Ladegård, der fik plads til 80 elever. Marseen fungerede selv som forstander for Kunsthøjskolen i Holbæk fra stiftelsen og frem til 1981, derefter overtog hendes datter, billedvæveren Hedda Marseen Ødum, posten.
Ulrika Marseen genoptog hun sin karriere som billedhugger og udstillede på flere markante udstillinger de kommende år, ligesom hun havde flere separatudstillinger, bl.a. på Bispegården i Kalundborg 1982. I 1984 tog hun på en studierejse til Thailand.
Hendes stil var enkel og personlig med organiske, naturinspirerede former.
Ulrika Eleonora Marseen blev i anledning af sin 80-års fødselsdag i 1992 fejret med en stor retrospektiv separatudstilling på Kunsthøjskolen i Holbæk.